# سينون (أسطورة)

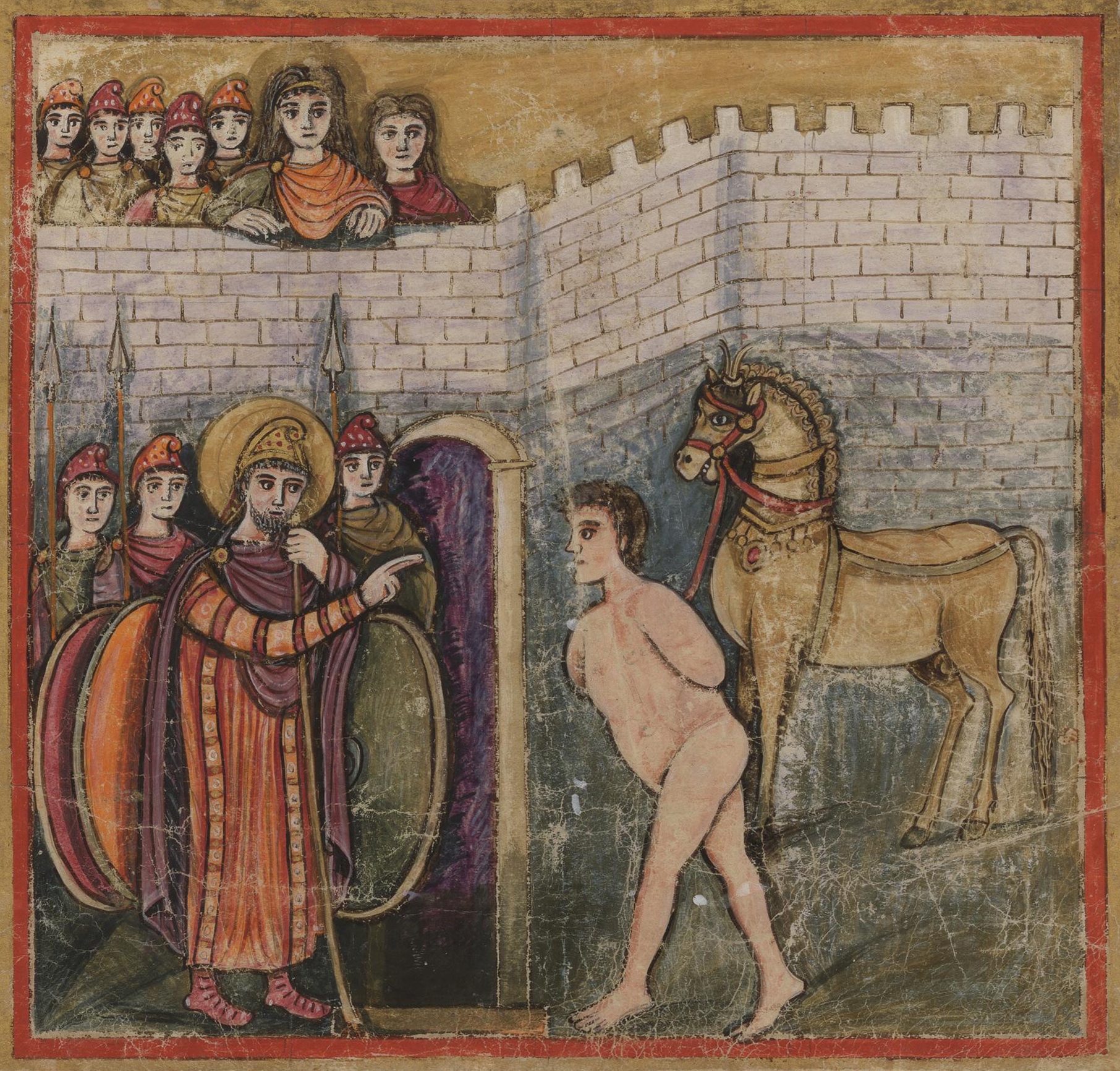
سينون أسيراً أمام أسوار طروادة ، لوحة من كتاب فيرجيليوس رومانوس (Vergilius Romanus)، القرن الخامس الميلادي.

سينون شخصية خيالية من الأساطير اليونانية (باليونانية: "Σίνων"، من الفعل "σίνομαι" - sinomai ، «بمعنى يؤذي أو يجرح» )، ابن إيسيموس (ابن أوتاليكس) أو سيزيف، كان محاربًا يونانيًا في حرب طروادة.